# Singerie

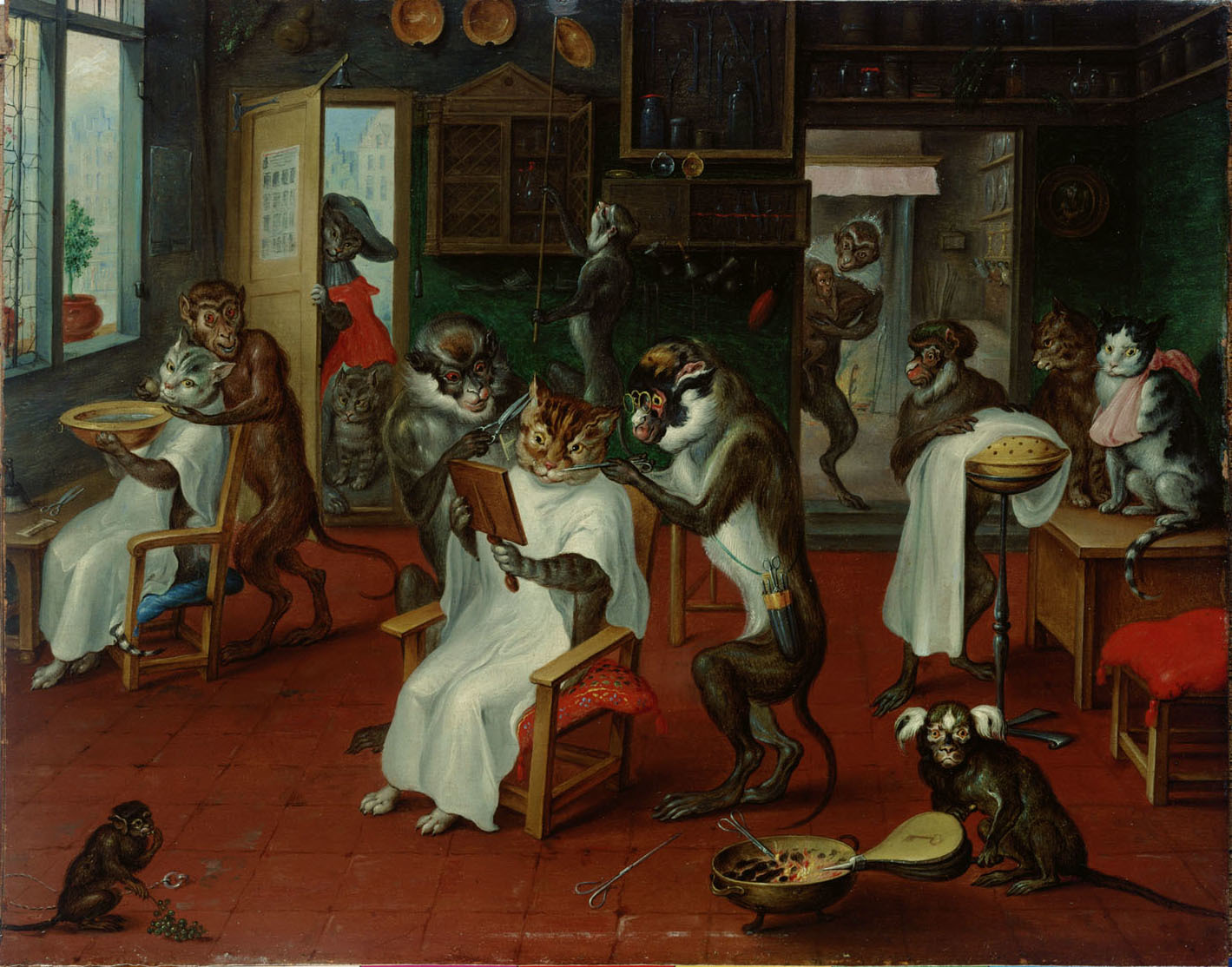
Kapperszaak met apen en katten, Abraham Teniers, midden 17e eeuw

Singerie, van het Frans voor "aperij", is een schilderkunstig genre waarin apen zich gedragen als mensen, vaak in modieuze kledij. Dergelijke komisch-satirische werken ontstonden in de 16e eeuw in de Zuidelijke Nederlanden. Na een hoogtepunt in de 18e eeuw in de rococo doofden de singeries vrij snel uit.

## Geschiedenis
De praktijk is terug te voeren tot het Oude Egypte. Cyril Aldred ontdekte dat de late achttiende dynastie van Egypte een voorliefde had voor singeries.
In de Europese middeleeuwen werden apen gezien als een symbool van verlaagde menselijkheid. Vaak werden de dieren in de marge van verluchte handschriften gebruikt om de menselijke zwakheden te kijk te zetten.
Komische scènes met apen in menselijke kleding en in een menselijke omgeving ontstonden als picturaal genre in de Vlaamse schilderkunst in de 16e eeuw en werden verder ontwikkeld in de 17e eeuw. Waarschijnlijk startte Pieter Bruegel de Oude in 1562 de rage met zijn Twee aapjes. Het aspect aap-imiteert-mens is voor het eerst te vinden in een prentenserie gemaakt door de graveur Pieter van der Borcht rond 1575. Deze prenten werden op grote schaal verspreid en het thema werd vervolgens opgepikt door andere Vlaamse kunstenaars, vooral in Antwerpen, zoals Frans Francken de Jonge, Jan Brueghel de Oude en de Jonge, Sebastiaen Vrancx en Jan van Kessel de Oude. David Teniers de Jonge werd de belangrijkste beoefenaar van het genre en ontwikkelde het verder met zijn jongere broer Abraham Teniers. De twee broers speelden in op de heersende smaak op de kunstmarkt en hielpen de verspreiding van het genre buiten Vlaanderen. Later in de 17e eeuw begonnen kunstenaars als Nicolaes van Veerendael, vooral bekend als schilder van bloemstillevens, ook 'apenbeelden' te schilderen.
Singeries werden in het begin van de 18e eeuw populair bij Franse kunstenaars. De Franse decorateur en ontwerper Jean Berain de Oude nam geklede figuren van apen op in veel wanddecoraties, de koninklijke ébéniste André Charles Boulle gebruikte ze in zijn werk en Watteau schilderde Le singe sculpteur, een kritiek op kunstenaars die de natuur na-apen.

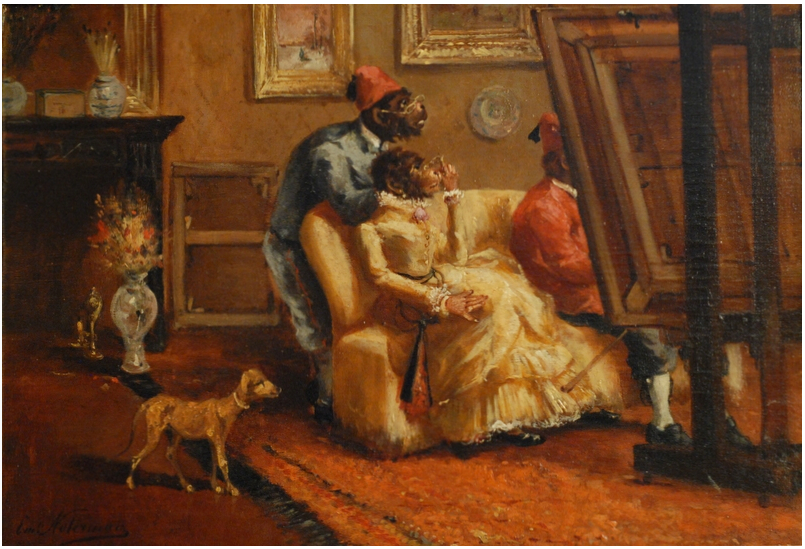
De kunstexperts van Emmanuel Noterman

In Duitsland werd een complete Affenkapelle geproduceerd in Meissen-porselein. Deze musicerende apen werden in andere fabrieken gekopieerd. Ze inspireerden ook Christophe Huet om het Château de Chantilly te decoreren met een Grande Singerie en een Petite Singerie. In Engeland maakte de Franse schilder Andieu de Clermont verschillende singeries, onder meer op het plafond van de Monkey Room in het Monkey Island Hotel, gelegen in Bray-on-Thames.
Na de rococo verdwenen de singeries uit beeld, maar ze herwonnen populariteit in de 19e eeuw. Artiesten die toen succesvol waren in dit genre waren Zacharie Noterman, Emmanuel Noterman, Karel Verlat, Edwin Landseer, Edmund Bristow, Alexandre-Gabriel Decamps, Charles Monginot en Paul Friedrich Meyerheim.